# Region Köln/Bonn

Die Region Köln/Bonn in Deutschland

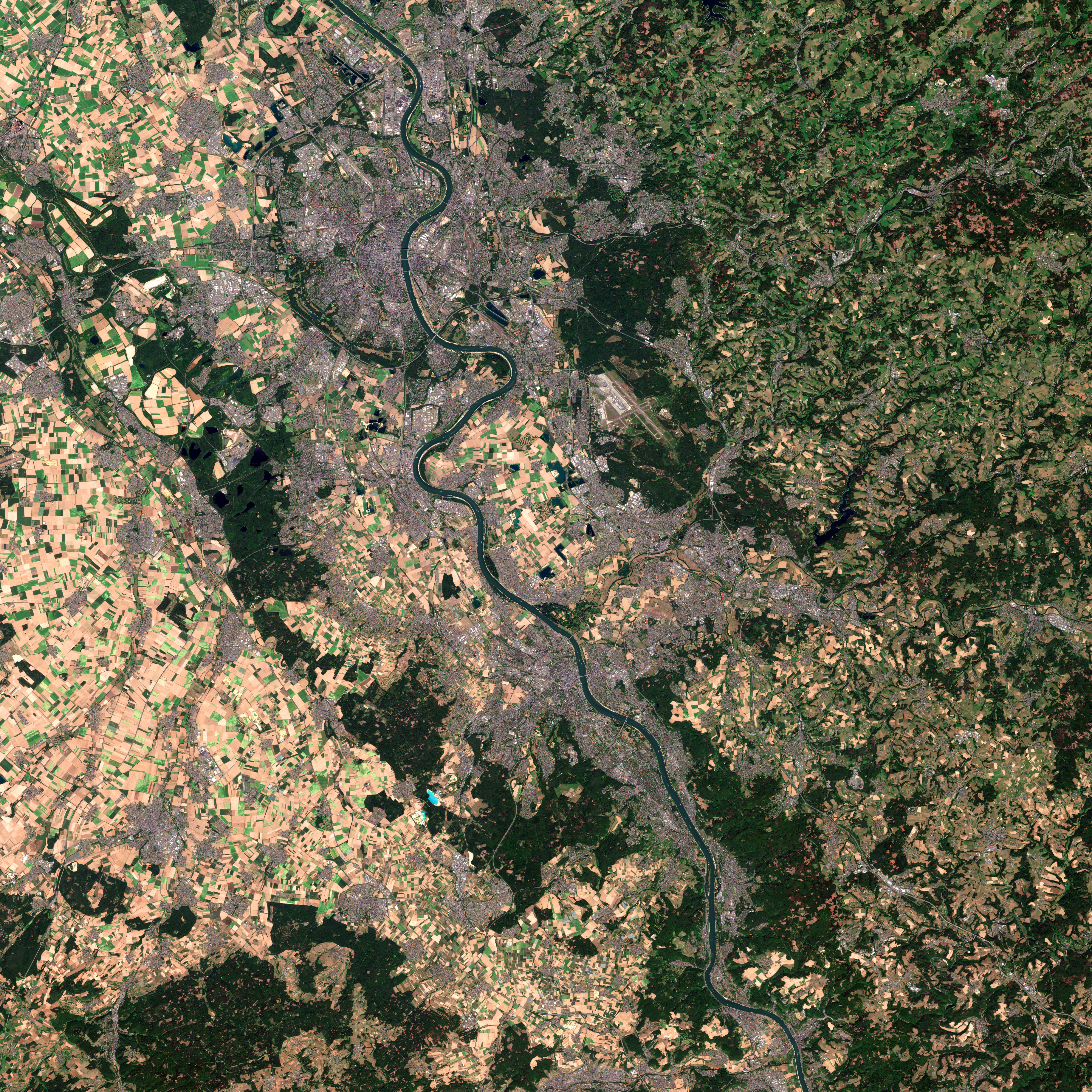
Aufnahme der Städte Köln und Bonn der Sentinel-2-Mission der Europäischen Weltraumorganisation

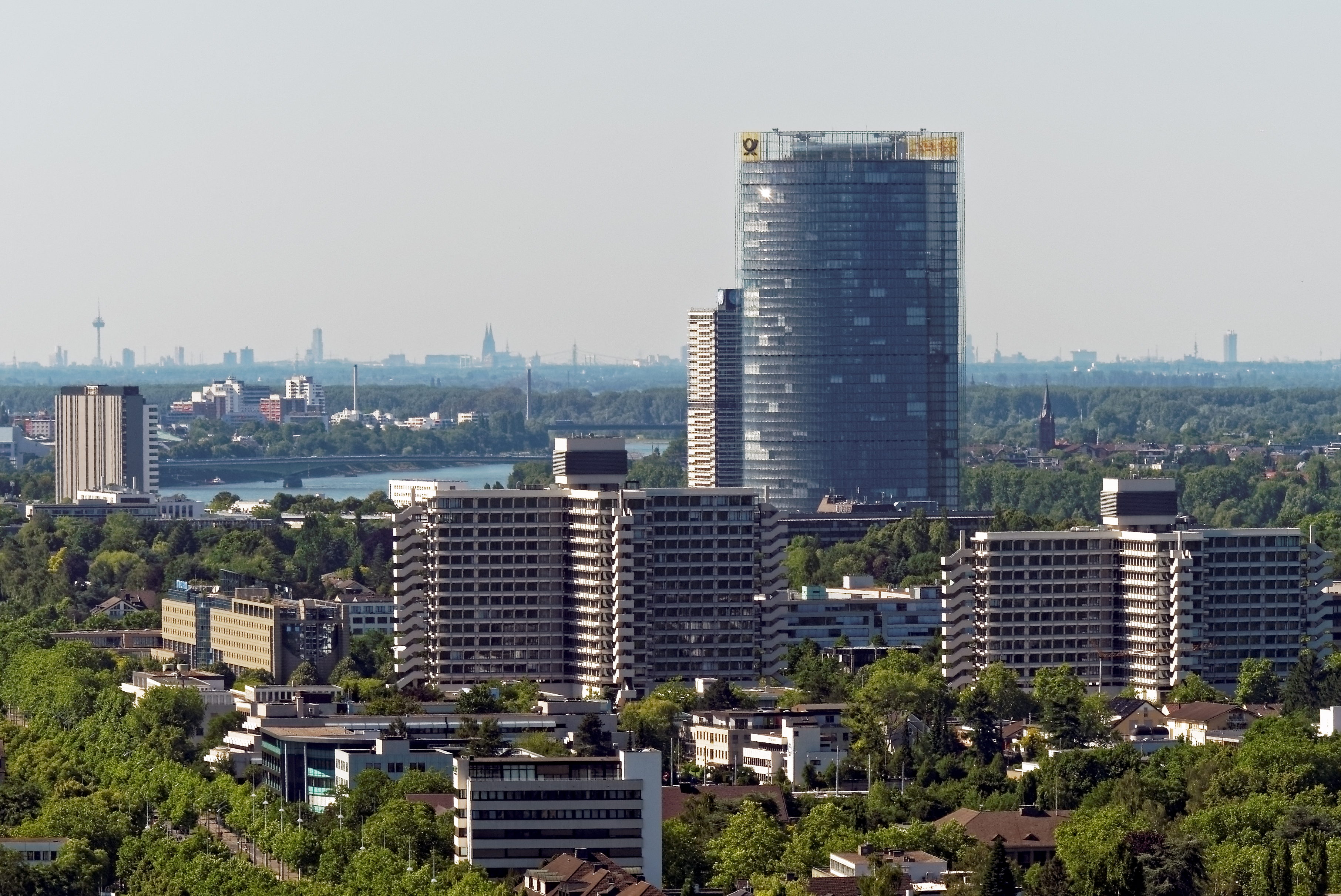
Bonn mit Kölner Skyline

Die Region Köln/Bonn ist ein regionaler Zusammenschluss in Form eines eingetragenen Vereins namens Region Köln/Bonn e. V. mit Sitz in Köln. Der Region gehören die Städte Köln, Bonn und Leverkusen sowie die Landkreise Rhein-Erft-Kreis, Rhein-Sieg-Kreis, Rheinisch-Bergischer Kreis, Rhein-Kreis Neuss und Oberbergischer Kreis an.
Die Bezeichnung Köln/Bonn wird auch synonym für den Ballungsraum mit rund 3,65 Millionen Einwohnern (Stand 2021) und einer Fläche von 4.415 km² verwendet. Landschaftlich ist die Region Köln/Bonn deckungsgleich mit der Kölner Bucht und dem südlichen Teil des Oberbergischen Landes. Die Stadtzentren von Köln und Bonn sind Luftlinie 24 Kilometer voneinander entfernt. An den äußeren Stadtgrenzen sind es zwischen den Stadtteilen Köln-Libur und Bonn-Geislar sogar lediglich 8 Kilometer.

## Ziele
Ursprünglich unter dem Namen Regio Rheinland gestartet, verfolgt der Zusammenschluss das Ziel, die regionale Strukturentwicklung des gesamten Ballungsraumes von Köln zu fördern und die Region als Standort international zu vermarkten. Die Nachbarregion im Westen ist die grenzüberschreitende trinationale Euregio Maas-Rhein und mit dieser die Regio Aachen.
Einmal jährlich trifft sich die Region hierzu am „Langen Tag der Region“.

## Verwendung
Die Bezeichnung Köln/Bonn steht in variierenden Formen für mehrere Unternehmen, Einrichtungen und Verkehrswege in der Region:
- Sparkasse KölnBonn
- Volksbank Köln Bonn
- Flughafen Köln/Bonn
- A 555 Köln-Bonner Autobahn
- Köln-Bonner Landstraße (Landesstraße 300, früher Bundesstraße 9)
- ehemalige Köln-Bonner Eisenbahnen, heute Teil der Häfen und Güterverkehr Köln
- ehemalige Bonn-Cölner Eisenbahn (gegründet im Jahr 1837)
- Stadtbahn Köln/Bonn